# Technetium
Technetium is een scheikundig element met symbool Tc en atoomnummer 43. Het is een zilvergrijs overgangsmetaal, dat in 1937 werd ontdekt.

## Ontdekking
Het werd ontdekt door de Italiaanse wetenschappers Carlo Perrier en Emilio Segrè toen ze een molybdeenmonster onderzochten dat hen was toegestuurd door Ernest Lawrence. Het monster was op de Universiteit van Californië - Berkeley in een cyclotron gebombardeerd met deuteriumkernen waardoor de isotoop 97Tc ontstond. Technetium was het eerste kunstmatig geproduceerde element. Het woord "technetium" verwijst naar het Griekse woord "technetos" (τεχνητός), wat "kunstmatig" betekent.
Tot die tijd bevond zich op de plaats van technetium een gat in het periodiek systeem. Dmitri Mendelejev had het bestaan van dit element al in 1869 voorspeld. In 1925 was de ontdekking van dit element al bekendgemaakt en masurium gedoopt door Ida Tacke en Walter Noddack, maar enige tijd later bleek de ontdekking op een vergissing te berusten.

## Toepassingen
Technetium wordt voor onderzoek en in de industrie veel gebruikt als bron van bètastraling. Ammoniumpertechnetaat (NH4TcO4) is een krachtig roestwerend bestanddeel dat soms wordt toegevoegd aan staal. Binnen de nucleaire geneeskunde wordt de metastabiele technetiumisotoop 99mTc gebruikt als radiolabel aan bepaalde moleculen (bijvoorbeeld besilesomab of sulesomab). Hiermee kan fysiologische informatie verkregen worden. Afbeeldingen kunnen worden gemaakt met behulp van een gammacamera (scintigrafie of SPECT-scan).

## Eigenschappen
Chemisch gezien ligt technetium tussen mangaan en renium, elementen die zich in het periodiek systeem respectievelijk boven en onder technetium bevinden. Het metaal is oplosbaar in koningswater, salpeterzuur en geconcentreerd zwavelzuur, maar niet in zoutzuur. Bij temperaturen onder 11 K (−262°C) wordt technetium supergeleidend.

## Verschijning
Van nature komt technetium op aarde vrijwel niet voor omdat het geen stabiele isotopen heeft. De halveringstijd van de langstlevende vorm is 4 miljoen jaar en omdat de aarde 4,57 miljard jaar oud is, is de kans om nog een atoom origineel technicum op aarde te vinden praktisch nul.
Het kan alleen worden verkregen als splijtingsproduct van zware kernen zoals uranium-238 of door het bombarderen van molybdeen met neutronen. Sinds de ontdekking van technetium is men op zoek gegaan naar het element in de vrije natuur. In 1962 is het in Afrika in extreem lage concentraties gevonden in het mineraal uraniniet, waar het ontstaat door spontane splijting van uranium. De hoeveelheden zijn vanuit commercieel oogpunt volstrekt oninteressant.
Uit spectrumlijnen van sommige sterren (spectraalklasse S, M en N) blijkt technetium op andere plaatsen in het universum wel van nature voor te komen. Hierdoor is men tot nieuwe inzichten gekomen wat betreft de productie van zware elementen in sterren.

## Isotopen
| Iso  | RA (%) | Halveringstijd | VV | VE (MeV) | VP   |
| ---- | ------ | -------------- | -- | -------- | ---- |
| 97Tc | syn    | 2,6·106 j      | EV | 1,934    | 97Mo |
| 98Tc | syn    | 4,2·106 j      | β− | 1,796    | 98Ru |
| 99Tc | syn    | 2,111·105 j    | β− | 1,357    | 99Ru |

De stabielste radio-isotopen van technetium zijn 98Tc, 97Tc en 99Tc. In totaal zijn er ongeveer 25 verschillende technetiumisotopen geproduceerd met halveringstijden variërend van enkele uren tot miljoenen jaren.

## Toxicologie en veiligheid
Doordat technetium in de natuur niet voorkomt is het vrijwel onmogelijk voor mensen om ermee in aanraking te komen. Mensen die met het materiaal werken zijn verplicht beschermende kleding te dragen. In de biologie speelt technetium geen rol.